# Баллистический транзистор
Баллистические транзисторы — собирательное название электронных устройств, где носители тока движутся без диссипации энергии и длина свободного пробега носителей намного больше размера канала транзистора. В теории эти транзисторы позволят создать высокочастотные (ТГц диапазон) интегральные схемы, поскольку быстродействие определяется временем пролёта между эмиттером и коллектором или, другими словами, расстоянием между контактами, делённым на скорость электронов. В баллистическом транзисторе скорость электронов определяется фермиевской скоростью, а не дрейфовой скоростью, связанной с подвижностью носителей тока. Для реализации такого типа транзистора необходимо исключить рассеяние на дефектах кристалла в токовом канале (включая рассеяние на фононах), что можно достичь только в очень чистых материалах, таких как гетероструктура GaAs/AlGaAs. Двумерный электронный газ, сформированный в GaAs квантовой яме, обладает высокой подвижностью при низкой температуре и соответственно большей, чем в других материалах, длиной свободного пробега, что позволяет создавать при помощи электронной литографии устройства, где траекторией электронов можно управлять с помощью затворов или зеркально рассеивающих дефектов, хотя обычный полевой транзистор тоже будет работать как баллистический (при достаточно малых размерах). Баллистические транзисторы также созданы на основе углеродных нанотрубок, где благодаря отсутствию обратного рассеяния (длина свободного пробега увеличивается до линейного размера трубки) рабочие температуры даже выше, чем в случае с GaAs.

## Углеродные нанотрубки
Транспорт в одностенных металлических нанотрубках баллистический, но до 2003 года использовать нанотрубки при создании баллистических транзисторов не получалось, поскольку не было известно качественного материала для омического контакта. Между никелем (титаном) и одностенной металлической углеродной нанотрубкой формируется барьер Шоттки. Эту проблему удалось решить благодаря использованию палладия (для p-типа электропроводности), который обладает большой работой выхода и лучшей смачиваемостью (однородное распределение палладия по нанотрубке, в отличие от платины). Такие транзисторы работают при комнатной температуре, хотя при работе в одномодовом режиме сопротивление транзистора в открытом состоянии не меньше, чем 6 кОм.

## Пример реализации
Вместо требующего большого напряжения для управления потока множества медленных электронов, как это делается в обычных полевых транзисторах, в баллистических транзисторах применяется изменение направления ускоряемых быстрых одиночных электронов посредством затвора, требующее значительно меньшее напряжение. Под действием электрического поля медленные электроны из материала токоподводящего электрода переходят в тонкий слой высокоподвижного полупроводникового транзистора. Медленные электроны, вошедшие в полупроводник, ускоряются электрическим полем канала на всём пути в полупроводника. Летящие в тонкой плёнке (образуют двумерный электронный газ) полупроводника с большой скоростью быстрые электроны не сталкиваются с дефектами полупроводника. Затем ускоряющиеся электроны отклоняются электрическим или магнитным полем управляющих электродов и направляются по одному из путей. При этом путях, один из путей соответствует логическому "0", а другой - логической "1". Затем быстрые электроны сталкиваются или со стенкой одного из путей или с клиновидным отражателем (дефлектором) отражающими электроны границей полупроводника и донаправляются им в нужный сток. Название "баллистический" было выбрано для отражения свойства отдельных электронов проходить тонкоплёночный слой полупроводника без столкновений с дефектами полупроводника, то есть без рассеяния..

## История
Первыми баллистическими устройствами были баллистические двухполупериодные выпрямители, сделанные из InGaAs–InP гетероструктуры и детектировавшие (выпрямлявшие) переменный ток частотой до 50 ГГц.

## Технология
В высокоподвижной тонкой плёнке полупроводника с двумерным электронным газом на подложке после электронной литографии удаляются ненужные части полупроводника (например формируя короткий проводящий канал), оставшаяся часть полупроводника является баллистическим двухполупериодным выпрямителем, а при добавлении управляющих электродов — баллистическим дифференциальным усилителем (см рис.).

## Преимущества

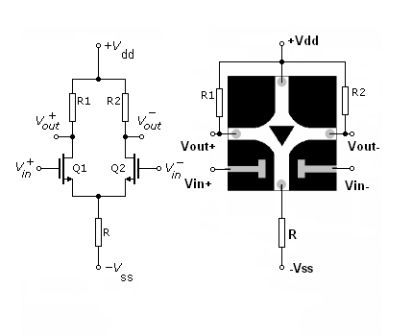
Схемы дифференциального усилителя на двух полевых транзисторах (слева) и дифференциального усилителя на интегральной баллистической паре (справа) (резисторы R, R1 и R2 - внешние и подключаются к выводам Vout+ и Vout-)

Преимуществами являются меньшие размеры, отсутствие дробового шума при низкой температуре, меньшая потребляемая мощность и более высокая (терагерцы) частота переключений. Эта технология была впервые разработана в Рочестерском Университете (Штат Нью-Йорк, США), в котором был создан исследовательский прототип, остающийся понятийным до сего времени. Прототип был сделан в Cornell Nanofabrication Facility, входящей в партнёрство NNIN НИО США,  работающих в области нанотехнологий, с поддержкой Office of Naval Research. 

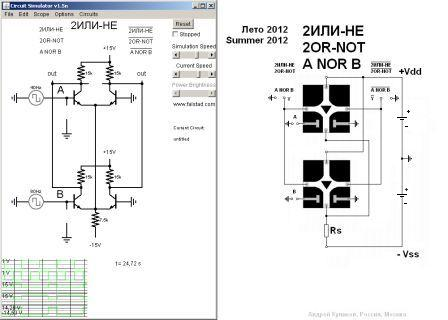
Модель и схема двухуровневого двухполярного двоичного логического элемента 2ИЛИ-НЕ на двух BDT дифференциальных парах

Этот прототип подобен интегральным дифференциальным парам транзисторов, что определяет возможные области его применения (дифференциальные входные каскады операционных усилителей, компараторов, логические схемы, подобные ЭСЛ, эмиттерно-связанные триггеры Шмитта и др.).